# Samuel Garland junior

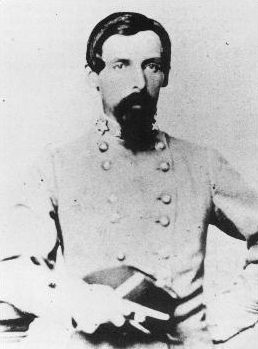
Samuel Garland junior

Samuel Garland junior (* 16. Dezember 1830 in Lynchburg, Virginia; † 14. September 1862 am South Mountain in Maryland) war ein Brigadegeneral der Konföderierten Staaten von Amerika im Sezessionskrieg.

## Leben
Samuel Garland wurde in Lynchburg in Virginia geboren. Sein Vater, Samuel Garland Sr., war ein bekannter Anwalt und starb bereits, als sein Sohn fünf Jahre alt war. Garland schloss als Drittbester seiner Klasse seine Laufbahn auf dem Virginia Military Institute ab und ging anschließend auf die Universität von Virginia, um dort mit 20 Jahren sein Jurastudium abzuschließen.
Er heiratete und bekam einen Sohn, der ebenfalls Samuel hieß. Garland übte sein Amt als Jurist in Lynchburg aus und half mit, eine Art Bürgerwehr aufzustellen, die „Lynchburg Home Guard“. Er wurde zu deren Captain gewählt.
Er arbeitete weiter als Jurist, bis sein Heimatstaat im Frühling 1861 aus der Union austrat. Seine Einheit verband sich schon bald mit anderen, um zusammen die 11th Virginia Infantry zu bilden, in welcher Garland dann Regimentsoberst wurde.
Kurz darauf holten ihn jedoch tragische Ereignisse ein, denn am 12. Juni starb seine Frau und nur drei Monate später sein Sohn im Säuglingsalter.
Seine ersten Aktionen im Bürgerkrieg erlebte er mit der Ersten Schlacht am Bull Run, bei Dranesville und bei Williamsburg, wo er verwundet wurde. Nach seiner Beförderung zum Brigadegeneral konnte er sich in der Sieben-Tage-Schlacht und der Zweiten Schlacht am Bull Run hervortun. Er erwarb sich den Ruf, angstlos im Angesicht feindlichen Feuers zu sein, was manche als einen von ihm erhofften Wunsch zu sterben interpretierten.
Als die Army of Northern Virginia den Maryland-Feldzug begann, wurde Garlands Brigade mit der Verteidigung von Fox’s Gap, einem der Pässe über den South Mountain, beauftragt. Am 14. September 1862 begannen Unionstruppen während der Schlacht am South Mountain einen Angriff mit dem Versuch, die taktisch wichtigen Pässe zu nehmen. Bei der Verteidigung des Passes wurde Garland an einer Steinmauer, die eines der Felder eines Bauern namens Daniel Wise abgrenzte, tödlich verwundet und starb Minuten später.
Sein Leichnam wurde bis zum Abtransport in die Heimat von einer Ehrengarde begleitet und am 19. September in seiner Heimatstadt neben seiner Frau und seinem Sohn beigesetzt.

## Nachwirkungen
Zu Garlands Ehren wurde das Samuel Garland Camp der Veteranen der Konföderierten nach seinem Namen benannt, ebenso das Garland-Rodes Camp der Söhne der Veteranen der Konföderierten. 1993 wurde ihm an der Stelle, an der er gefallen war, ein ihm gewidmeter Gedenkstein errichtet.